# Обрен Пјевовић
Обрен Пјевовић (Доња Горевница, 1919 — Мрчајевци, 1991) био је српски текстописац, композитор и аутор преко 100 песама писаних у духу изворног народног мелоса.

## Биографија
Био је земљорадник, са завршеном основном школом. Од 1941. до смрти живео у Мрчајевцима.
Неке од његових песама и данас су веома популарне: Са Рудника и Авале, Дуга ли је Јелица планина, Волео сам девојку из града, Еј, да ми је и друге. Певају их најпознатији српски певачи, као што су Предраг Гојковић Цуне, Мирослав Илић, Добривоје Топаловић. Аутор је више песама које нису за певање (Џенарика, рецимо, са стихом који је посебно истицао др Драгиша Витошевић, који га је уврстио у антологију савремених српских песника са села Орфеј међу шљивама, Крагујевац, 1963: Буј ројила воћке ме чика).
Године 2005. објављена је, посмртно, збирка његових изабраних песама. Његова сестричина је Гордана Минов-Јевтовић, оперска певачица и професор.
По њему је названа улица у Мрчајевцима.

## Најпознатије песме
1. Далеко си сада 
2. Еј да ми је 
3. Моравско предвечерје 
4. Мрчајевци моје родно село 
5. Ој Мораво тија реко 
6. Шумадија 
7. Кафу ми драга испеци 
8. Отаџбина 
9. Девојка из града 
10. Ја сам млада жито жела 
11. Ја вечерам капија се шара 
12. Дуга ли је Јелица планина 
13. Гина 
14. Пластим суву траву 
15. Кад запевам овако малена 
16. Једина је зеља моја 
17. Хватао сам лопова 
18. Песма тугу збори/Песма мајци 
19. Кад у јесен лишће жути
20. На Дрини ћуприја 
21. Куцо моја са седам прозора 
22. Кад кроз село прођем 
23. Најлепше си село моје мало 
24. Зора руди а песма се чује 
25. Шта је живот 
26. Нано нано 
27. Невена 
28. Ој облаче немој на ораче 
29. Поље је певало 
30. Прело 
31. Сама сам
32. Тракторче